# NGC 2897
NGC 2897 este o galaxie lenticulară situată în constelația Hidra. A fost descoperită în 6 februarie 1864 de către Albert Marth. Se află la o distanță de 100,65 megaparseci de Pământ.